# Proechimys brevicauda
Proechimys brevicauda là một loài động vật có vú trong họ Echimyidae, bộ Gặm nhấm. Loài này được Gunther mô tả năm 1876.